# Der Prozess der Zwanzigtausend
Der Prozess der Zwanzigtausend ist ein 1954 unter der Regie von Kurt Früh gedrehter Schweizer Spielfilm. Er hat das Schicksal der Auslandschweizer zum Thema, die durch den Zweiten Weltkrieg geschädigt, aber von der Eidgenossenschaft über lange Jahre nicht entschädigt worden waren.
Der Film war als Propaganda für das Referendum gegen den Bundesbeschluss über ausserordentliche Hilfeleistungen an kriegsgeschädigte Auslandschweizer konzipiert. Er wurde von der Praesens-Film produziert und wesentlich von Gottlieb Duttweiler, dem von ihm begründeten Migros-Genossenschafts-Bund und seiner Partei Landesring der Unabhängigen gefördert. Zu den Darstellern gehören Sigfrit Steiner, Erwin Kohlund, Josy Holsten, Karl Meier, René Bucher und der Konsul Dr. Max A. Kunz.

## Belege
1. ↑  Schweizerische Bundeskanzlei: Bundesbeschluss über ausserordentliche Hilfeleistungen an kriegsgeschädigte Auslandschweizer